# هاراید
هاراید (به لاتین: Hareid) یک شهرستان نروژ در نروژ است که در مور او رومسدال واقع شده‌است.

## خصوصیات
هاراید ۸۲٫۳۲ کیلومترمربع مساحت و ۵٬۰۵۷ نفر جمعیت دارد.